# Live au Rockpalast
Albums de Trust
À l'Olympia
(2009) Live Hellfest 2017
(2017)
Live at the Rockpalast, aussi appelé Rockpalast 5 juin 1982 est un album live du groupe de hard rock français Trust, sorti le 21 novembre 2011 sur le label XIII Bis Records, enregistré à Köln dans la salle Sartory-Saal.

## Liste des pistes

### Disque 1
| No  | Titre                   | Durée |
| --- | ----------------------- | ----- |
| 1.  | Grande illusion         | 05:34 |
| 2.  | Certitude Solitude      | 03:17 |
| 3.  | Savage                  | 04:39 |
| 4.  | Répression              | 03:28 |
| 5.  | Death Instinct          | 03:13 |
| 6.  | Junte                   | 05:00 |
| 7.  | Paris is Still Burning  | 05:24 |
| 8.  | Brutes                  | 05:27 |
| 9.  | In the Name of the Race | 02:58 |
| 10. | Les Templiers           | 02:46 |
| 11. | Sects                   | 02:42 |
| 12. | Your Final Gigs         | 06:15 |
| 13. | Get Out Your Claws      | 03:50 |
| 14. | Mr Comedy               | 03:30 |
| 15. | Antisocial              | 08:08 |
| 16. | L'Élite                 | 06:40 |
| 17. | Pick Me Up Put Me Down  | 05:34 |

## Personnel
- Bernie Bonvoisin : Chant
- Norbert Krief : Guitare
- Moho Chemlakh: Guitare
- Yves Brusco : Guitare basse
- Nicko McBrain : Batterie